# Carlos de Faria Tavares
Carlos de Faria Tavares (Patrocínio, Minas Gerais) foi um político brasileiro do estado de Minas Gerais. Foi deputado estadual em Minas Gerais, pelo PSP, durante o período de 1955 a 1959 (3.ª legislatura).